# Matusalemme

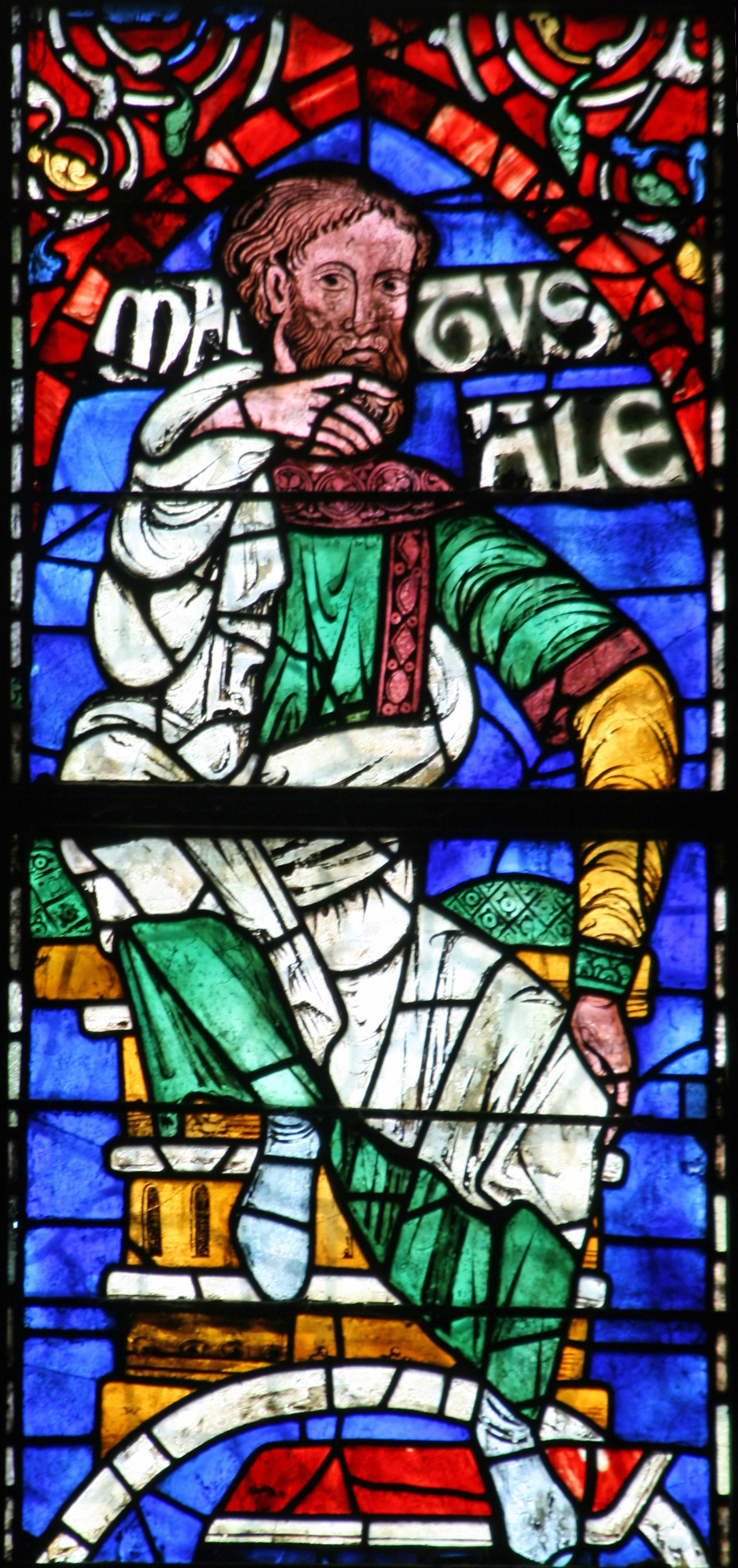
Vetrata raffigurante Matusalemme nella Cattedrale di Canterbury

Matusalemme (ebraico: Methuselah, מְתֿוּשֶלַח/מְתֿוּשָלַח, Məṯûšélaḥ – "Uomo del dardo/lancia", o alternativamente "la sua morte porterà un giudizio")  è uno dei grandi patriarchi antidiluviani citati nel libro della Genesi. 
Deceduto, secondo la narrazione biblica, alla leggendaria età di 969 anni, è l'uomo più longevo citato nella Bibbia. Per questo motivo il nome Matusalemme viene comunemente riferito per antonomasia a qualsiasi essere vivente che raggiunga un'età estremamente avanzata.

## Il più vecchio
Secondo il libro della Genesi 5,21-27, Matusalemme era il settimo discendente diretto di Adamo secondo la linea di Set (la cosiddetta "Grande Genealogia dei Setiti" di Gen 5), figlio di Enoch, padre di Lamech e nonno di Noè. Matusalemme morì nell'anno del diluvio universale, prima del diluvio (secondo il testo masoretico di Genesi 5) oppure dopo (stando alla numerazione di Genesi 5 del Septuaginta Lucianico [Codex Vaticanus], 1656 anni dopo la Creazione: nell'anno 2104 a.C. secondo il computo rabbinico, che pone la Creazione nel 3760 a.C., oppure nel 2348 a.C., secondo la Bibbia di re Giacomo, che pone la Creazione nel 4004 a.C.).

Matusalemme viene citato in un passo del Tanakh (Bibbia ebraica, Genesi 5:21-27), come facente parte della genealogia che collega Adamo a Noè. Tale genealogia è ripetuta, senza cronologia, al passo 1 Cronache 1:3, e appare anche in Luca 3:37. Il seguente brano è tratto dalla Bibbia CEI: 
I versetti sono disponibili in tre manoscritti tradizionali: il Testo masoretico, il Septuaginta e il Pentateuco samaritano. Le tre tradizioni non concordano tra loro e la differenza può essere riassunta nella seguente tabella:
| Testo                      | Età alla nascita del figlio | Resto della vita di Matusalemme | Età alla morte | Commenti                                                            |
| -------------------------- | --------------------------- | ------------------------------- | -------------- | ------------------------------------------------------------------- |
| Masoretico                 | 187                         | 782                             | 969            | Matusalemme muore nel 1656, anno del diluvio, all'età di 969 anni   |
| Septuaginta (Alexandrinus) | 187                         | 782                             | 969            | Matusalemme muore nel 2256, sei anni prima del diluvio (2262)       |
| Septuaginta (Vaticanus)    | 167                         | 802                             | 969            | Matusalemme muore nel 2256, quattordici anni dopo il diluvio (2242) |
| Samaritano                 | 67                          | 653                             | 720            | Matusalemme muore nell'anno del diluvio (1307)                      |

Ci sono stati numerosi tentativi di interpretare queste differenze, ma la più ovvia è la corruzione accidentale causata da copisti e traduttori. Alcuni errori possono essere il risultato di tentativi sbagliati nel correggere errori precedenti. Il biblista Gerhard Larsson ha affermato che i rabbini che hanno tradotto il Septuaginta dall'ebraico al greco ad Alessandria verso il III secolo a.C., erano consapevoli del fatto che lo storico egiziano Manetone non faceva menzione di un diluvio, e allungarono l'età dei patriarchi per far arretrare il tempo del diluvio a prima della I dinastia egizia.

### Teoria dei cicli lunari
Per spiegare questo fatto Isaac Asimov ha avanzato l'ipotesi che la sua età non sia espressa in anni, bensì in mesi lunari; la sua età si ridurrebbe così a poco più di settant'anni.

### Teoria del calendario sumerico
Mikhail Verba, un ricercatore russo di San Pietroburgo appassionato dello studio dei testi biblici, sostiene che Noè aveva circa 60 anni, non 500, quando salpò con l'arca per sottrarsi al diluvio universale; Matusalemme raggiunse la rispettabile età di 117 anni, ma non i 969 che la tradizione gli attribuisce; Sara aveva poco più di quarant'anni quando rimase incinta del figlioletto Isacco.
Verba ha pubblicato sulla rivista "Scienza e vita" un dettagliato articolo per dimostrare che i primi traduttori della Bibbia, nel III secolo d.C., commisero un grossolano errore nel trasferire l'antico testo aramaico in lingua greca: non tennero conto del sistema di calcolo dei sumeri, totalmente diverso dal loro. Il ricercatore - fisico e geologo, ma che si dedica anche allo studio delle culture antiche - sottolinea che la matematica sumera si basa innanzitutto su un sistema sessagesimale e non decimale, analogo a quello usato oggi per il conto del tempo e per i calcoli di trigonometria. Oltretutto, la trascrizione di quel sistema era complicata da una particolare simbologia che teneva conto anche dello spessore delle linee usate per scrivere i numeri.
In base a questi presupposti, Verba ha dimostrato (almeno a suo avviso) come i numeri e le date dell'Antico Testamento siano in realtà perfettamente verosimili: nella Bibbia - sostiene - non c'è alcuna esagerazione o simbolismo mistico a livello numerico, basta rileggerla tenendo conto della matematica sumera e tutto appare perfettamente normale.

## Nella cultura di massa e nei media
- Dall'incredibile longevità di Matusalemme deriva la nota locuzione «sei un Matusa» per indicare una persona di età avanzata o di idee arretrate, cioè «vecchio come Matusalemme».
- La medesima longevità di un alieno giustifica il titolo di un episodio di Star Trek, TOS: Requiem per Matusalemme.
- Matusalemix è il nome del personaggio di gran lunga più anziano del villaggio di Asterix, con evidente riferimento alla sua veneranda età.
- Il nome ebraico di Matusalemme, cioè "Methuselah", è il nome con cui i Vampiri chiamano se stessi nel mondo fittizio del fumetto giapponese Trinity Blood, poiché sono caratterizzati da una vita media molto più lunga di quella dei comuni umani.
- Nel gioco di ruolo Vampiri: la masquerade il termine Matusalemme è utilizzato per indicare i vampiri con età superiore ai 1000 anni.
- Una delle principali organizzazioni non-profit che sostengono la ricerca scientifica focalizzata sull'allungamento della vita umana è la Methuselah Foundation. Numerosi progressi sono stati fatti nell'ambito dei programmi di questa organizzazione, compresi il ringiovanimento dei topi di laboratorio e l'estensione della durata di vita di un topo a circa 2,5 volte la durata della sua vita media. Questi sviluppi danno speranza agli sforzi per utilizzare mezzi scientifici per interrompere o ritardare l'invecchiamento e prolungare la vita umana nel prossimo futuro.[15]
- La serie di drammi teatrali di George Bernard Shaw scritta negli anni 1918-20 si intitola Back to Matuselah (A Metabiological Pentateuch) (Torniamo a Matusalemme - Un Pentateuco Metabiologico).
- Nel film Blade Runner, il personaggio di J.F. Sebastian soffre di una malattia (fittizia) chiamata "Methuselah Syndrome", che implica un invecchiamento rapido.
- Nel romanzo di Dan Simmons' intitolato Hyperion, la "Methuselah Syndrome" viene citata nella storia di Sol Weintraub quale possibile spiegazione (confutata subito dopo) per la insolita condizione di sua figlia.
- Matusalemme è il nome di un pino dai coni setolosi (bristlecone pine) della specie Pinus longaeva che si trova nelle White Mountains della California, nella contea di Inyo. La sua germinazione è stata stimata al 2832 a.C., per cui la sua età attuale (2025) è di 4 857 anni.[16]
- Nel film L'uomo bicentenario, la Presidente del Congresso Mondiale dichiara che il protagonista, l'androide Andrew, ha la più lunga durata di vita mai registrata, "con l'eccezione di Matusalemme e altri personaggi biblici".
- Nel romanzo di Richard K. Morgan intitolato Bay City, primo episodio della trilogia col personaggio Takeshi Kovacs, le persone che vivono più a lungo sono chiamate Mat, un'abbreviazione di Matusalemme: sono individui che hanno notevolmente esteso loro durata di vita trasferendo la loro personalità in nuovi corpi, di solito cloni dei loro corpi originali. Tale tema ricorre in tutta la serie.[17]
- In Highlander (serie televisiva), la pietra di Matusalemme è un'antica pietra che si crede aumenti la potenza di chi la ricompone. Nell'episodio 16 della IV stagione, Methos legge un libro che indica come la pietra possa trasformare un normale individuo in un essere immortale.
- In  Godzilla II - King of the Monsters  appare un Mostro di nome Titanus Methuselah in parte ispirato al personaggio (nel film il mostro è una specie di  Rettile  con la schiena a forma di montagna).